# Oscar 1994
Lista dos indicados e vencedores do Oscar 1994, apresentado pela atriz Whoopi Goldberg.

## Melhor Filme
- A Lista de Schindler

- Em Nome do Pai
- Vestígios do Dia
- O Fugitivo
- O Piano

## Melhor Diretor
- Steven Spielberg, por A Lista de Schindler

- Jim Sheridan, por Em Nome do Pai
- Robert Altman, por Short Cuts - Cenas da Vida
- James Ivory, por Vestígios do Dia
- Jane Campion, por O Piano

## Melhor Ator
- Tom Hanks, por Filadélfia

- Daniel Day-Lewis, por Em Nome do Pai
- Laurence Fishburne, por Tina - A Verdadeira História de Tina Turner
- Liam Neeson, por A Lista de Schindler
- Anthony Hopkins, por Vestígios do Dia

## Melhor Ator Coadjuvante
- Tommy Lee Jones por O Fugitivo

- Pete Postlethwaite por Em Nome do Pai
- Leonardo DiCaprio por Gilbert Grape - Aprendiz de Sonhador
- Ralph Fiennes por A Lista de Schindler
- John Malkovich por Na Linha de Fogo

## Melhor Atriz
- Holly Hunter, por O Piano

- Debra Winger, por Terra das Sombras
- Angela Bassett, por Tina - A Verdadeira História de Tina Turner
- Emma Thompson, por Vestígios do Dia
- Stockard Channing, por Seis Graus de Separação

## Melhor Atriz Coadjuvante
- Anna Paquin, por O Piano
- Rosie Perez, por Sem Medo de Viver
- Emma Thompson, por Em Nome do Pai
- Holly Hunter, por A Firma
- Winona Ryder, por A Época da Inocência

## Filme Estrangeiro
- Sedução (Espanha)
- Hedd Wyn - O Poeta do Armagedon (Reino Unido)
- O Banquete de Casamento (Taiwan)
- O Cheiro do Papaia Verde (Vietnã)
- Adeus Minha Concubina (Hong Kong)

## Direção de Arte
- A Lista de Schindler

- A Família Addams 2
- Vestígios do Dia
- A Época da Inocência
- Orlando - A Mulher Imortal

## Fotografia
- A Lista de Schindler

- O Piano
- Adeus Minha Concubina
- O Fugitivo

## Melhor Figurino
- A Época da Inocência

- A Lista de Schindler
- O Piano
- Vestígios do Dia
- Orlando - A Mulher Imortal

## Melhor Maquiagem
- Uma Babá Quase Perfeita

- A Lista de Schindler
- Filadélfia

## Melhor Trilha Sonora
- A Lista de Schindler

- O Fugitivo
- Vestígios do Dia
- A Firma
- A Época da Inocência

## Melhor Canção Original
- Filadélfia (pela canção Streets of Philadelphia)

- Filadélfia (pela canção Philadelphia)
- Sem Medo No Coração (pela canção Again)
- Beethoven 2 (pela canção The Day I Fall in Love)
- Sintonia de Amor (pela canção A Wink and a Smile)

## Som
- Jurassic Park - Parque dos Dinossauros

- Gerônimo - Uma Lenda Americana
- Risco Total
- A Lista de Schindler
- O Fugitivo

## Efeitos Sonoros
- Jurassic Park - Parque dos Dinossauros

- Risco Total
- O Fugitivo

## Efeitos Visuais
- Jurassic Park - Parque dos Dinossauros

- Risco Total
- O Estranho Mundo de Jack

## Roteiro Adaptado
- Steven Zaillian, por A Lista de Schindler

- William Nicholson, por Terra das Sombras
- Jim Sheridan e Terry George, por Em Nome do Pai
- Ruth Prawer Jhabvala, por Vestígios do Dia
- Martin Scorsese e Jay Cocks, por A Época da Inocência

## Roteiro Original
- Jane Campion, por O Piano

- Gary Ross, por Filadélfia
- Nora Ephron, David S. Ward e Jeff Arch, por Sintonia de Amor
- Gary Ross, por Dave - Presidente por um Dia
- Jeff Maguire, por Na Linha de Fogo

## Melhor Montagem
- A Lista de Schindler

- O Piano
- O Fugitivo
- Em Nome do Pai
- Na Linha de Fogo